# Hotel Bristol (Varsovia)
El Hotel Bristol es un histórico hotel de lujo inaugurado en 1901 y situado en el Krakowskie Przedmieście de la capital de Polonia, Varsovia.

## Historia

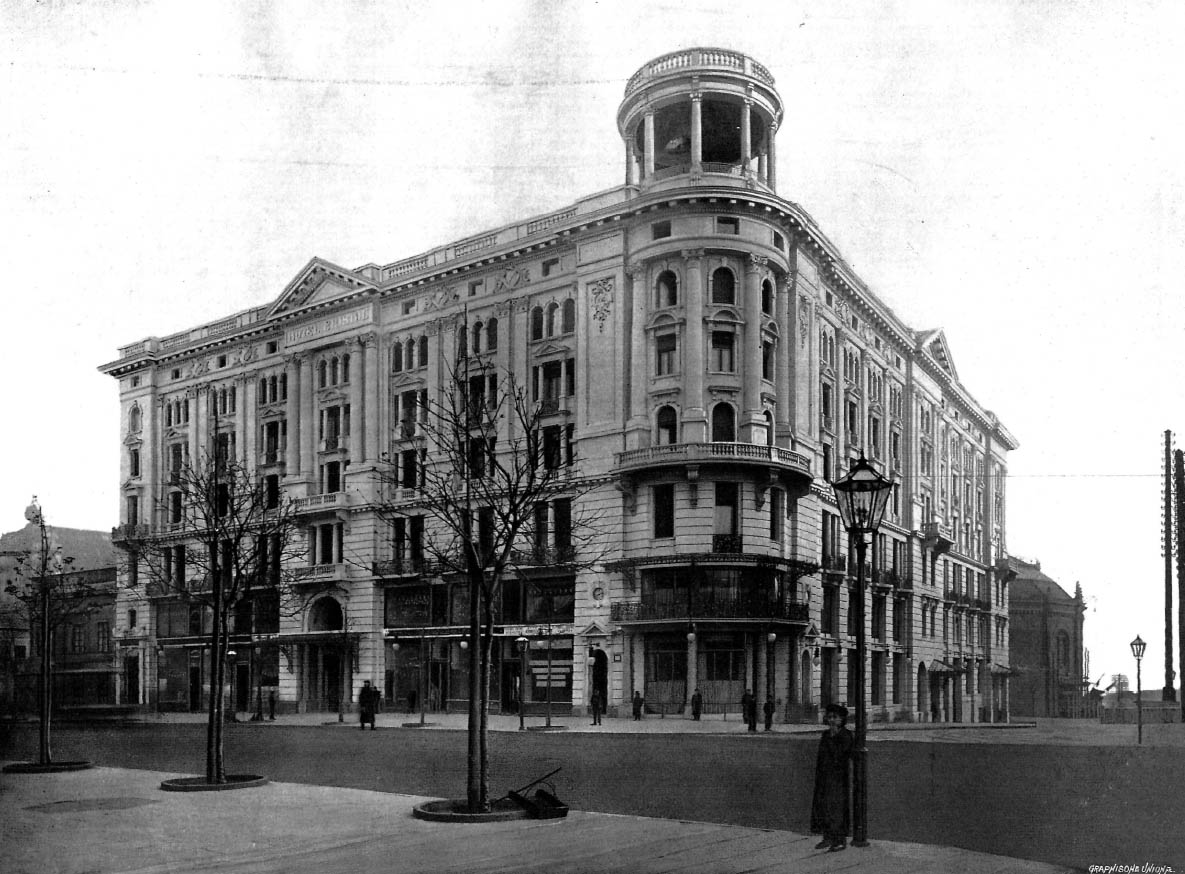
El Hotel Bristol en 1901.

El Hotel Bristol fue construido entre 1899 y 1900 en la parcela del antiguo Palacio Tarnowski por una empresa entre cuyos socios se encontraba el pianista polaco Ignacy Jan Paderewski. Se convocó un concurso para elegir el diseño del edificio, que ganaron los arquitectos Thaddeus Stryjeriski y Franciszek Mączyński con su diseño modernista. Sin embargo, posteriormente los constructores decidieron sustituirlo por un estilo neorrenacentista, y contrataron al arquitecto Władysław Marconi para que diseñara el hotel definitivo. Algunos de sus interiores fueron diseñados por el célebre arquitecto vienés Otto Wagner, Jr. La primera piedra del edificio fue puesta el 22 de abril de 1899 y el hotel fue inaugurado oficialmente el 17 de noviembre de 1901 y abrió sus puertas el 19 de noviembre de 1901.

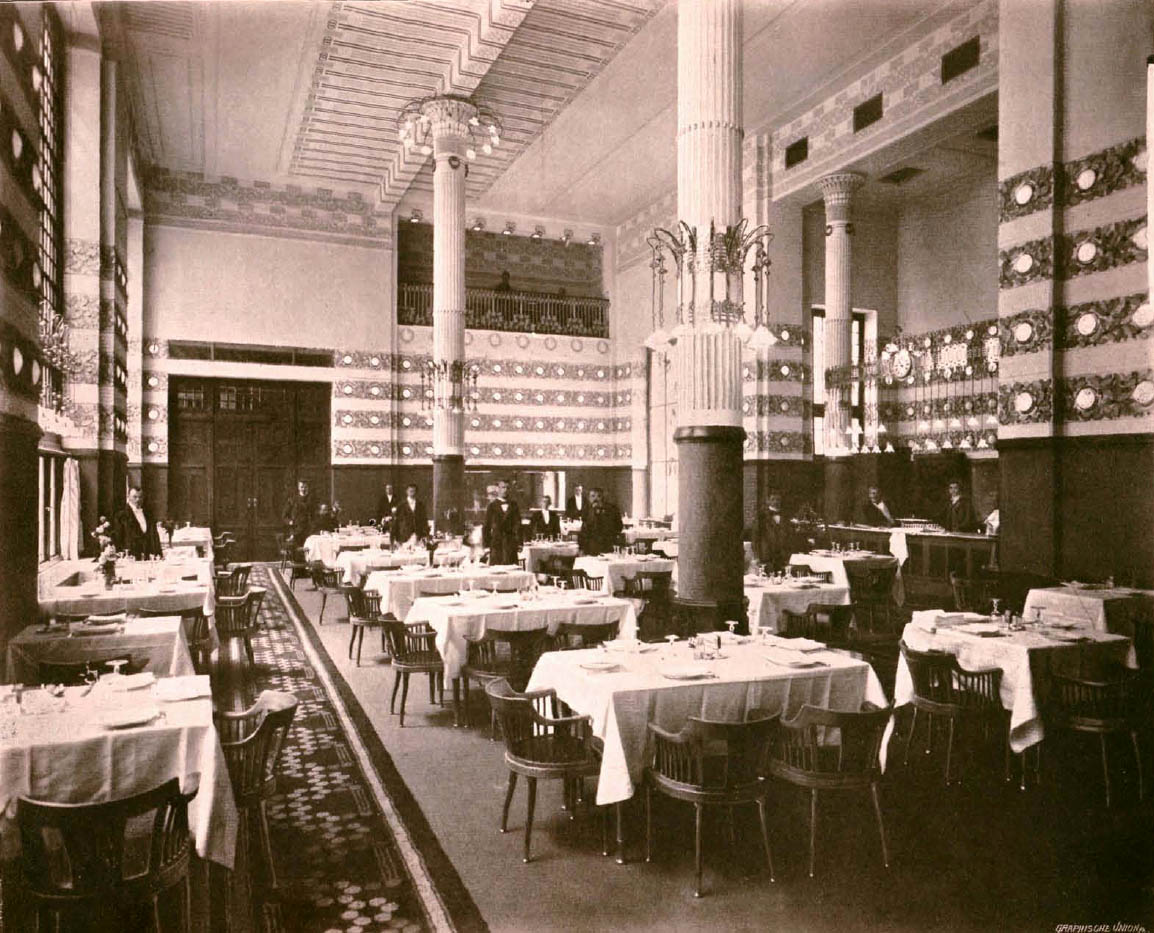
Una elegante cafetería en el Hotel Bristol diseñada por Otto Wagner, Jr. en 1901.

Después de que en 1919 Polonia consiguiera su independencia, Paderewski se convirtió en su primer ministro y celebró la primera sesión de su Gobierno en este hotel. En 1928 Paderewski y sus socios vendieron sus acciones del hotel a un banco local, que renovó el edificio en 1934 con interiores más modernos diseñados por Antoni Jawornicki.
Tras la invasión alemana de Polonia de 1939, el hotel se convirtió en la sede del jefe del Distrito de Varsovia. Milagrosamente, sobrevivió a la guerra relativamente indemne, permaneciendo en pie casi solo entre los escombros de su barrio. Después de la guerra, el hotel fue renovado y reabrió en 1945.

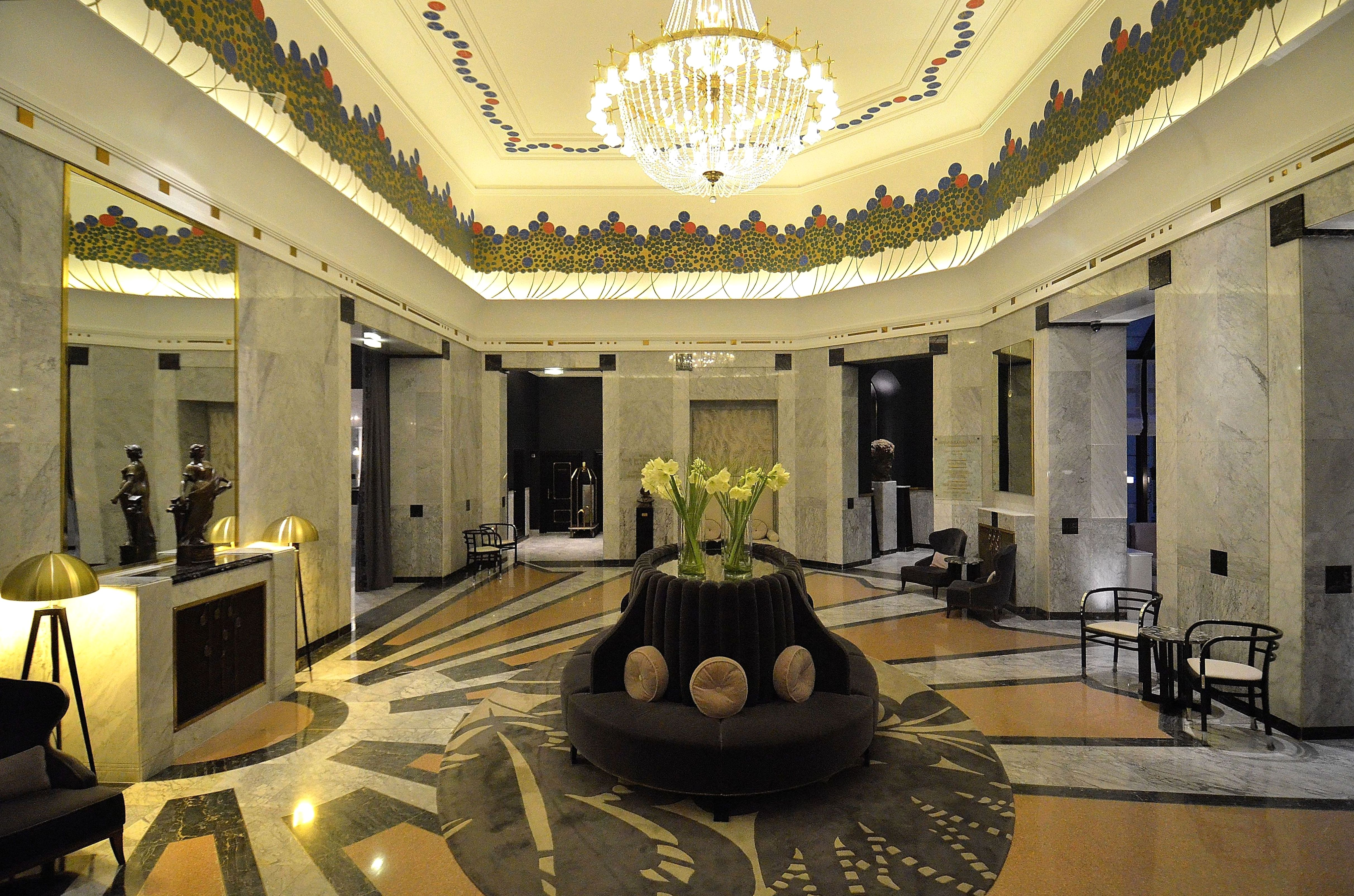
El vestíbulo del hotel.

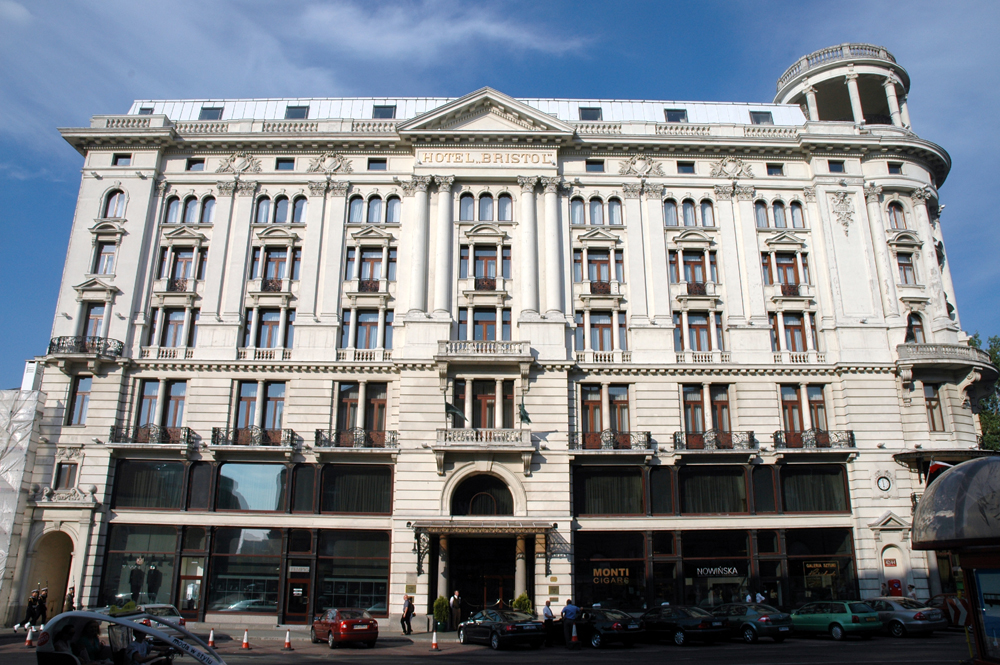
La fachada del hotel vista desde Krakowskie Przedmieście.

En 1947 el Ayuntamiento de Varsovia se hizo cargo de la gestión del hotel, que en 1948 fue nacionalizado y en 1952 se incorporó a la cadena estatal Orbis, que servía exclusivamente a los visitantes procedentes del extranjero. En la década de 1970 sus instalaciones estaban anticuadas, lo que hizo que el Gobierno lo degradara a segunda clase. En 1977 el hotel fue donado por el primer ministro Piotr Jaroszewicz a la Universidad de Varsovia para que sirviera como su biblioteca y cerró en 1981; sin embargo, las obras no se llegaron a realizar y el edificio languideció durante los últimos días del Gobierno comunista.
Finalmente, tras la caída del comunismo en 1989, el hotel fue restaurado completamente a su antiguo esplendor entre 1991 y 1993, y se recrearon los interiores originales de las habitaciones públicas con su diseño de 1901. El Hotel Bristol reabrió el 17 de abril de 1993 como parte de la cadena británica Forte Hotels, ante la presencia de Margaret Thatcher. Desde 1998 hasta 2013 el hotel formó parte de la cadena Le Méridien y era llamado Le Royal Méridien Bristol. Su exterior fue restaurado de nuevo en 2005 y el interior fue redecorado en 2013, después de lo cual el hotel se unió a The Luxury Collection.

## Huéspedes célebres
Durante su larga historia, el Hotel Bristol ha sido frecuentado por numerosos huéspedes célebres de todo el mundo, entre los que se encuentran:
- Woody Allen
- Paul Anka
- Eugeniusz Bodo
- George H. W. Bush
- José Carreras
- Enrico Caruso
- Naomi Campbell
- Ray Charles
- Jacques Chirac
- Marie Curie
- Dalai Lama
- Gerard Depardieu
- Marlene Dietrich
- Isabel II
- Margot Fonteyn
- Dave Gahan
- Bill Gates
- Günter Grass
- Edvard Grieg
- Herbert Hoover
- Mick Jagger
- John Fitzgerald Kennedy
- Jan Kiepura
- Helmut Kohl
- Sophia Loren
- Paul McCartney
- Angela Merkel
- Pablo Neruda
- Jacqueline Kennedy Onassis
- Ignacy Jan Paderewski
- Pablo Picasso
- Józef Piłsudski
- Michel Platini
- Lionel Richie
- Artur Rubinstein
- Richard Strauss
- Karol Szymanowski
- Wisława Szymborska
- Margaret Thatcher
- Tina Turner